# بل دشت
بل دشت (بالفارسية: پلدشت) هي مدينة تقع في إيران في أذربيجان الغربية. يقدر عدد سكانها بـ 8,584 نسمة .